# Rieselfelder Münster

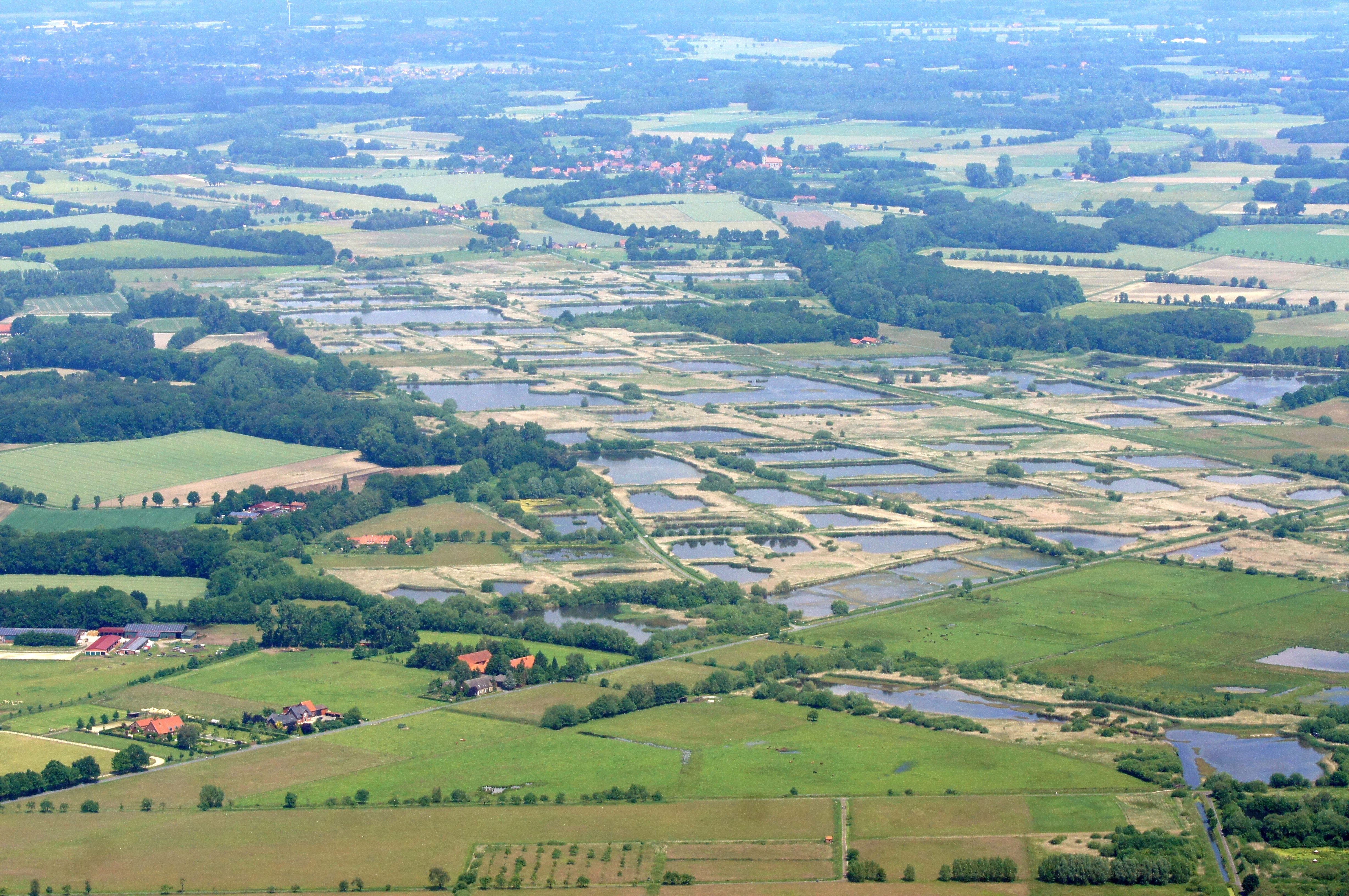
Rieselfelder aus der Luft

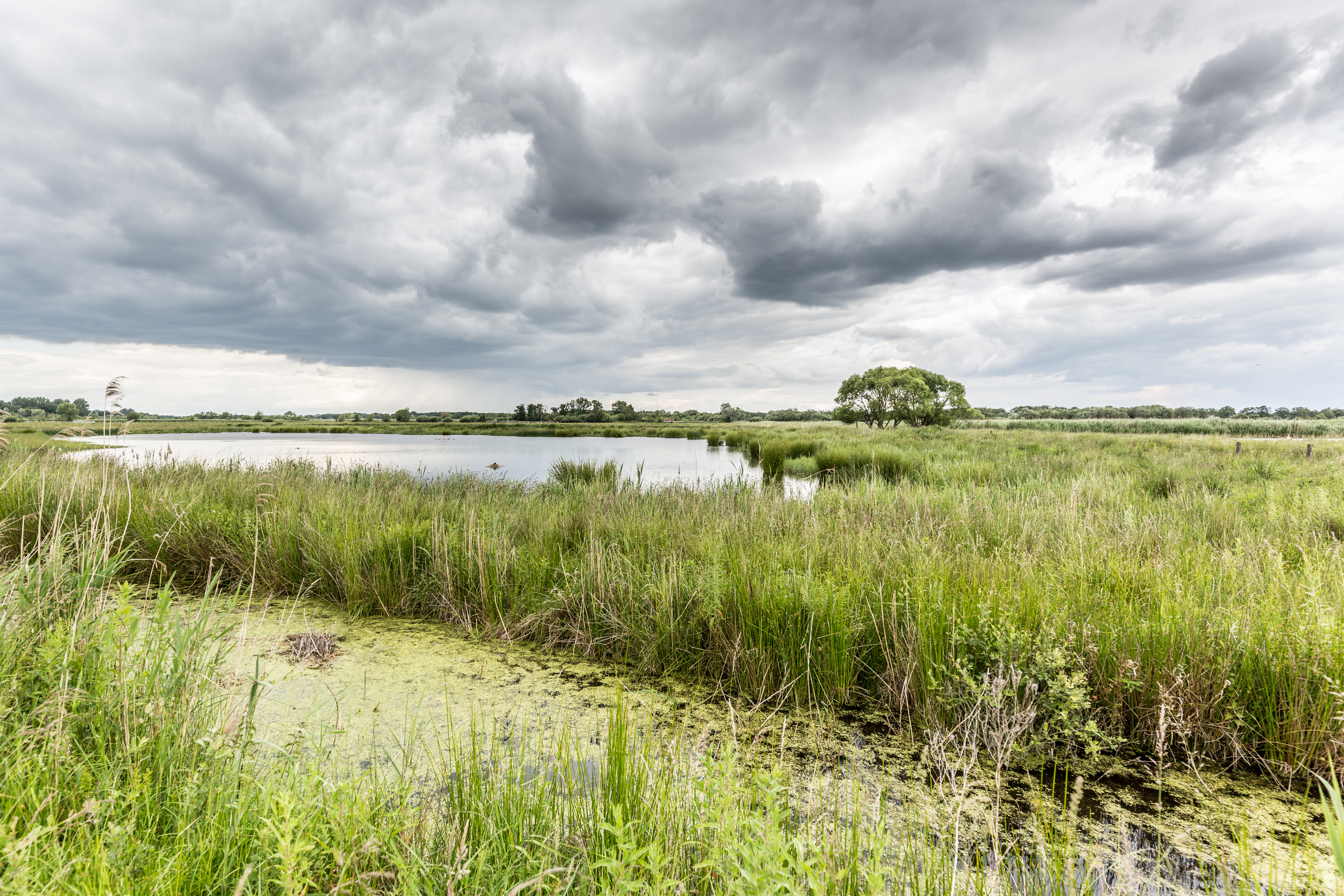
Verlandungszonen und Wasserflächen in den Rieselfeldern

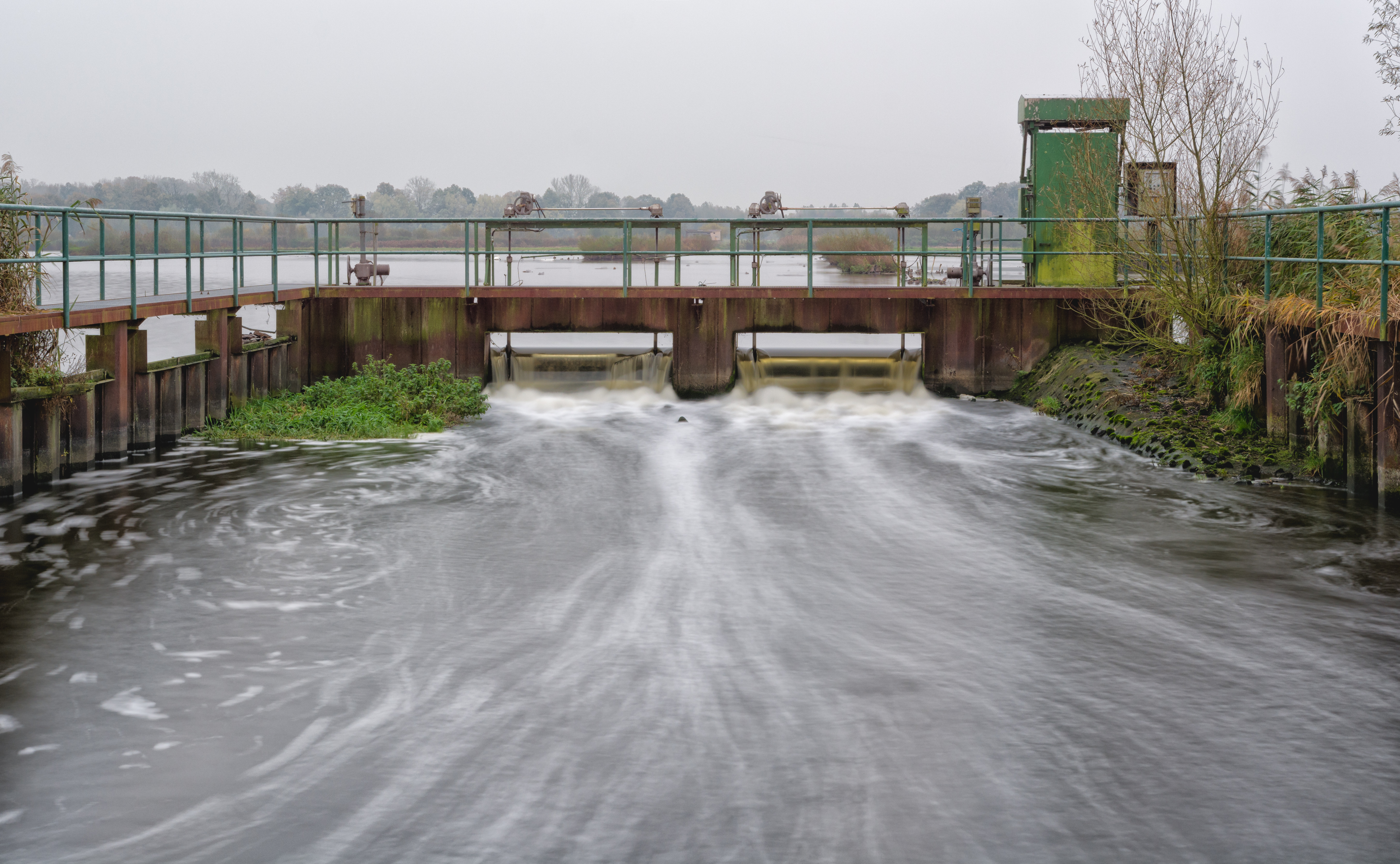
Stauwehr zur stetigen Versorgung der Rieselfelder mit Wasser

Die Rieselfelder Münster sind ein Europäisches Vogelschutzgebiet auf dem Gebiet ehemaliger Verrieselungsflächen für die Abwässer der westfälischen Stadt Münster. Es gehört zum Natura-2000-Schutzgebietsnetz und trägt die Kennung DE-3911-401. Es bietet vielen bedrohten Vogelarten eine Zuflucht und ist gleichzeitig ein beliebtes Ausflugsziel für die Münsteraner Bevölkerung. Es befindet sich nördlich des Stadtteils Coerde. Die gesamte Fläche beträgt ca. 4,3 km².

## Geschichte

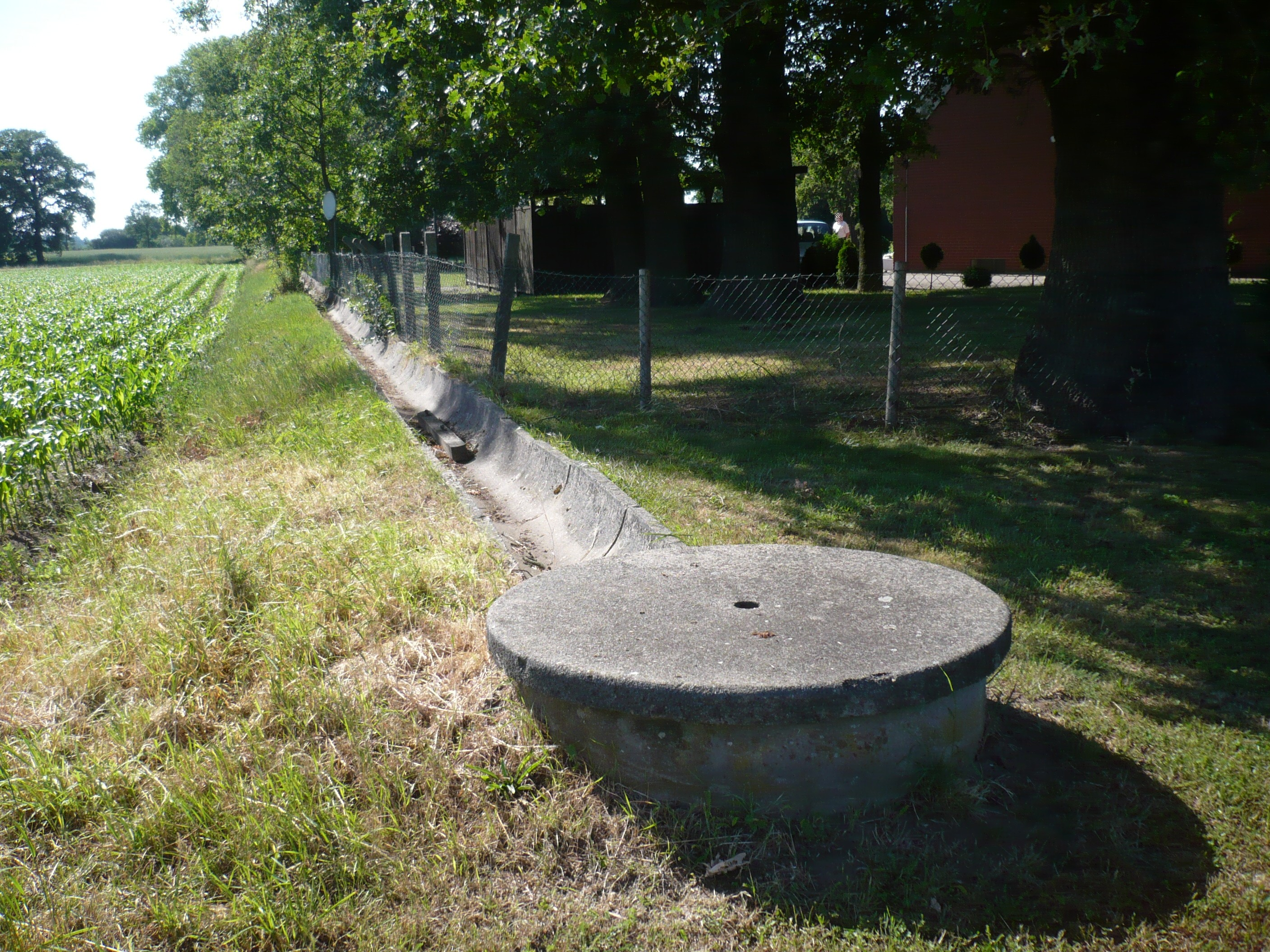
Inzwischen fast völlig verschwunden: Ehemaliger offener Abwasserzuleiter

Die Geschichte der Rieselfelder geht zurück bis in das Jahr 1901. Die Menge des anfallenden Abwassers stieg durch die Zunahme der Münsteraner Bevölkerung an, und es kam zu Klagen von Aa- und Emsunterliegern flussabwärts. Es wurde ein großes Gelände benötigt, um durch Verrieselung nach dem Muster der Berliner Rieselfelder das Abwasser zu reinigen. Die Stadt Münster wies dazu in der „Coer-Heide“ und „Gelmerheide“ Heidegebiete aus, die zwischen den damals noch selbständigen Gemeinden Sprakel und Gelmer lagen. Diese Niederterrasse zwischen Münsterscher Aa und der Ems bot mit ihrer mächtigen Sandauflage ideale geologische Voraussetzungen.

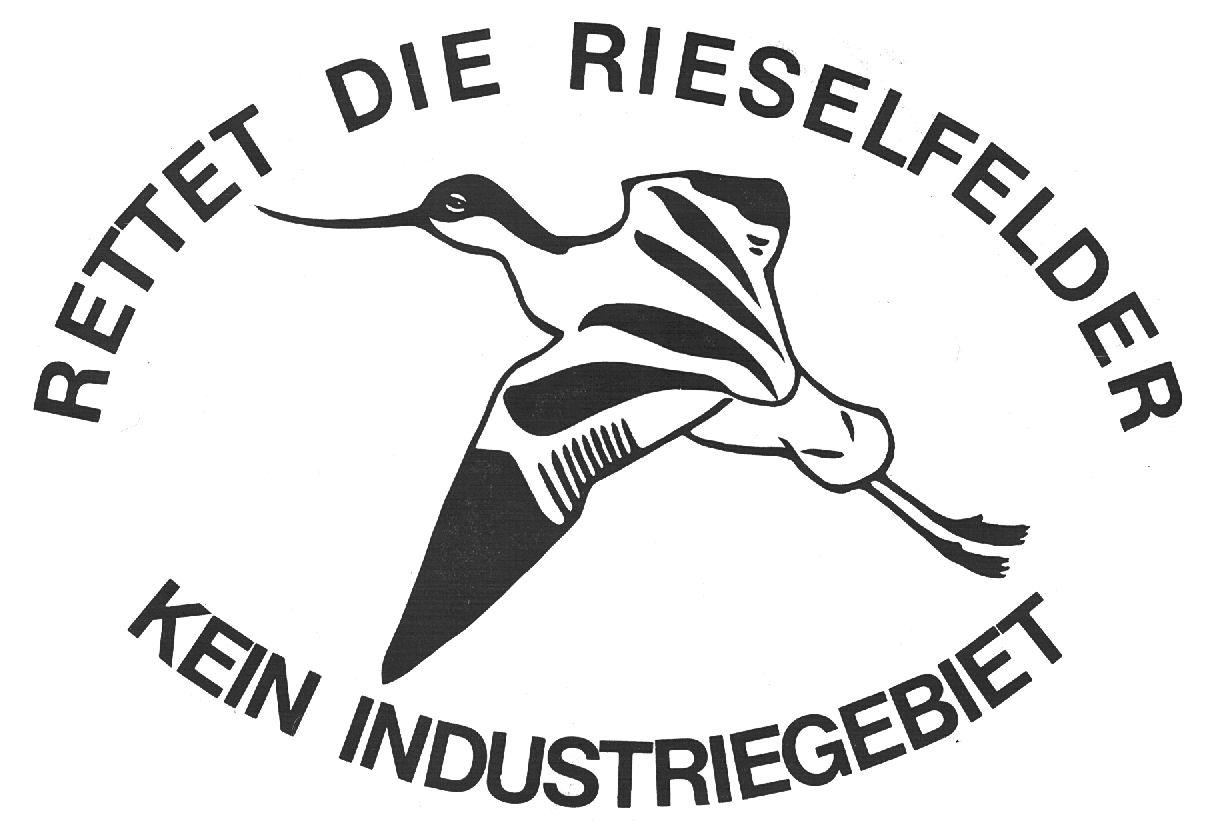
Die Rieselfelder Münster sollten in den 1980er Jahren in ein großes Industriegebiet umgewandelt werden, was Bürgerprotest hervorrief.

Mit der immer weiter steigenden Einwohnerzahl der Stadt stieg auch die Menge des Abwassers an. Anfang der 1960er-Jahre war die Verrieselungsfläche auf über 6,4 km² angewachsen, viele Flächen blieben nun ganzjährig mit Abwasser überstaut. Durch die gleichzeitige Zerstörung der vielen Binnenland-Feuchtlebensräume in ganz Europa fanden in den Rieselfeldern Münster zahlreiche Wasser- und Watvogelarten ein ideales Rast- und Brutgebiet. 1968 wurde die „Biologische Station Rieselfelder Münster“ gegründet, um diesen besonderen Lebensraum genauer beobachten und schützen zu können. Ernste Gefahr drohte durch die 1975 fertiggestellte Großkläranlage. Die Rieselfelder fielen trocken und sollten nach den Plänen der Stadt Münster zum Teil in ein Industriegebiet mit Stichkanal und Eisenbahnanschluss verwandelt werden und es wurde über den Bau eines Kernkraftwerks an der Ems nachgedacht. Dagegen machte sich eine Bürgerinitiative stark, die letztlich auch erfolgreich war.
Bereits 1977 hatte das Land Nordrhein-Westfalen eine 2,33 km² große Fläche von der Stadt Münster für Naturschutzzwecke gepachtet. 1978 folgte die Auszeichnung als Europareservat, 1983 die Anerkennung als Feuchtgebiet internationaler Bedeutung gemäß der Ramsar-Konvention. Diese gibt unter anderem vor, die Biodiversität zu erhalten und den Grundsatz nachhaltiger, ökologisch ausgewogener Nutzung walten zu lassen.
1998 trat der Landschaftsplan „Nördliches Aatal und Vorbergs Hügel“ in Kraft, der weite Teile der Rieselfelder Münster als Naturschutzgebiet auswies. In der Zeit von 1998 bis 2000 wurden weitere, bereits trockengelegte Flächen wieder in Feuchtgebiete zurückverwandelt. Seitdem entwickeln sich die Rieselfelder Münster zu einem beliebten Naherholungs- und Naturerlebnisgebiet, das gleichzeitig seinen Naturschutzaufgaben gerecht wird.

## Gebiet

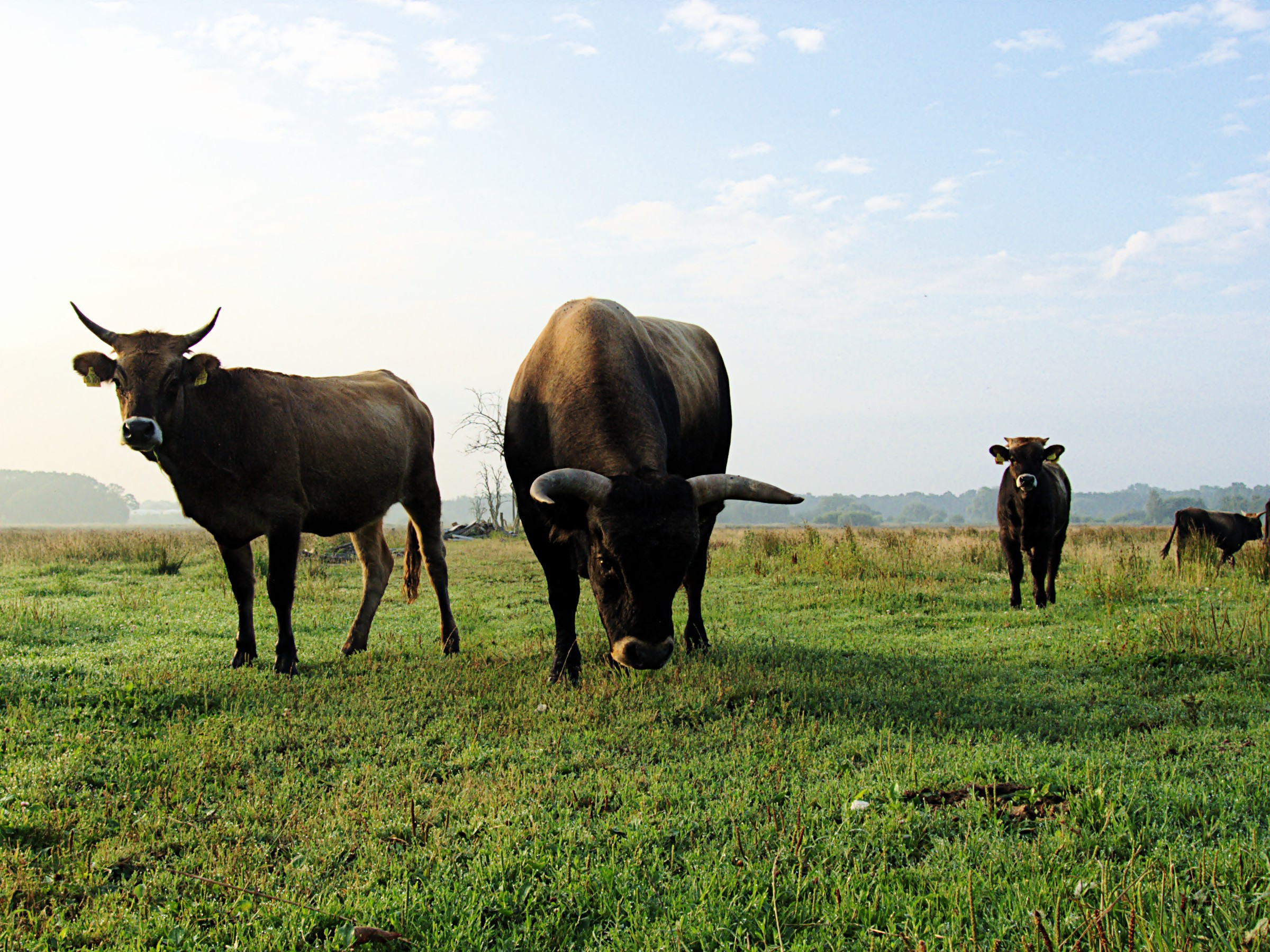
Im Naturerlebnisgebiet weiden Heckrinder

Die Rieselfelder Münster bestehen aus zwei Teilen, die durch die Straße Coermühle getrennt sind.
Die nordwestliche Hälfte ist das eigentliche Naturschutzgebiet, das für die Öffentlichkeit nur teilweise frei zugänglich ist. Es gibt aber einige Beobachtungshütten, die störungsfreie Beobachtungen ermöglichen. Auf etwa 2,33 km² finden sich vorwiegend Wasser- und Schlammflächen, Röhrichte und kleinere Feuchtgrünlandabschnitte. Die ursprüngliche Anlage der Rieselfelder ist hier noch vielfach zu erkennen, die circa 100 m × 100 m großen Polder sind hier zum größten Teil erhalten. Mittlerweile sind aber viele zu größeren Flächenkomplexen zusammengefasst worden, um vor allem durchziehenden Vögeln mehr Ruhe zu bieten.
In der südöstlichen Hälfte befindet sich heute das sogenannte „Naturerlebnisgebiet“. Nach der Außerdienststellung der Rieselfelder als primäre Abwasserreinigungsanlage Münsters wurden diese Flächen vollständig entwässert und in Acker- und Grünlandnutzung genommen, nachdem hier Anfang der 1970er Jahre noch die wertvollsten Watvogel-Parzellen waren. Inzwischen bietet sich hier vor allem dank der Anhebung des Grundwasserspiegels zwischen 1998 und 2000 ein abwechslungsreiches Landschaftsbild: Größere Stauteiche und Feuchtwiesen, Streuobstwiesen, Feuchtbrachen und Gehölze machen diesen Reservatsteil aus. Hier befinden sich mehrere Beobachtungshütten und die Nachbildung eines historischen Klärmeisterhäuschens. Ein 12 m hoher Aussichtsturm (⊙) bietet vielfältige Ein- und Ausblicke in die verschiedenen Lebensräume. Außerdem gibt es ein Netz von mehreren Rundwanderwegen mit weiteren Beobachtungsmöglichkeiten.

## Natur

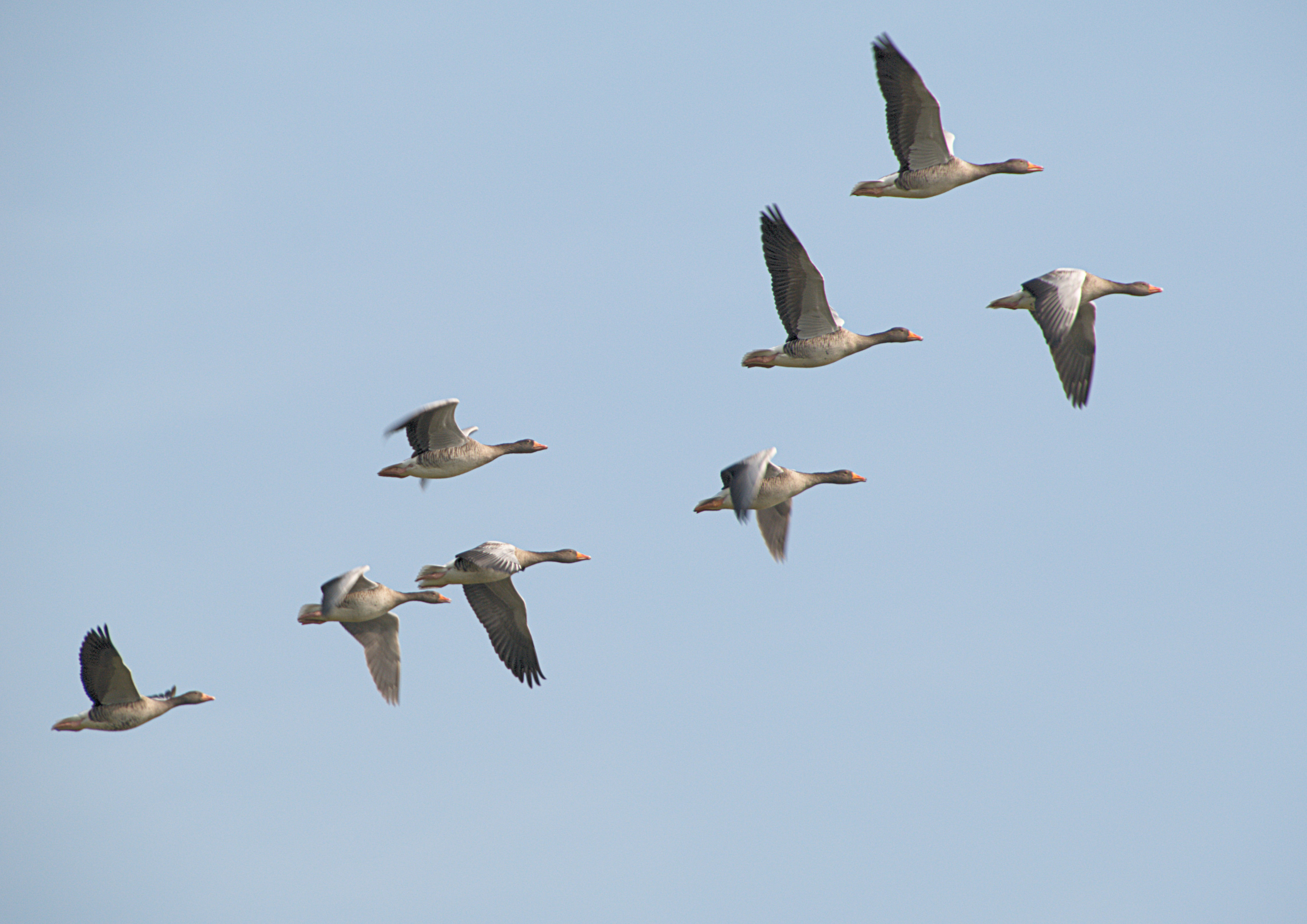
Graugänse

Das Naturschutzgebiet bietet zahlreichen bedrohten Vogelarten eine ungestörte Rückzugsmöglichkeit. Es wurden bereits über 130 verschiedene Arten gezählt. Eine Artenliste der beobachteten Vogelarten bietet die offizielle Seite der Rieselfelder Münster (siehe Weblinks). Dort finden sich auch aktuelle Listen mit der Anzahl der gezählten Exemplare je Art.

### Lebensräume
Die Rieselfelder Münster bieten zahlreichen verschiedenen Lebensräumen Raum. Etwa ein Viertel der Gesamtfläche sind dabei Wasserflächen. Typischerweise handelt es sich dabei um Flachwasserzonen mit einer Wassertiefe von 5–20 cm. Hauptsächlich sind hier Gründelenten anzutreffen, aber auch Watvögel wie der Grünschenkel und der Dunkle Wasserläufer. Der Rand der Wasserflächen bietet dagegen nicht nur Vögeln, sondern auch Amphibien und Libellen sowie anderen Kleinlebewesen ein Zuhause. Seit 1990 kommt im Gebiet der seltene Kleine Wasserfrosch vor, der von der Verbesserung der Wasserqualität profitiert hat.

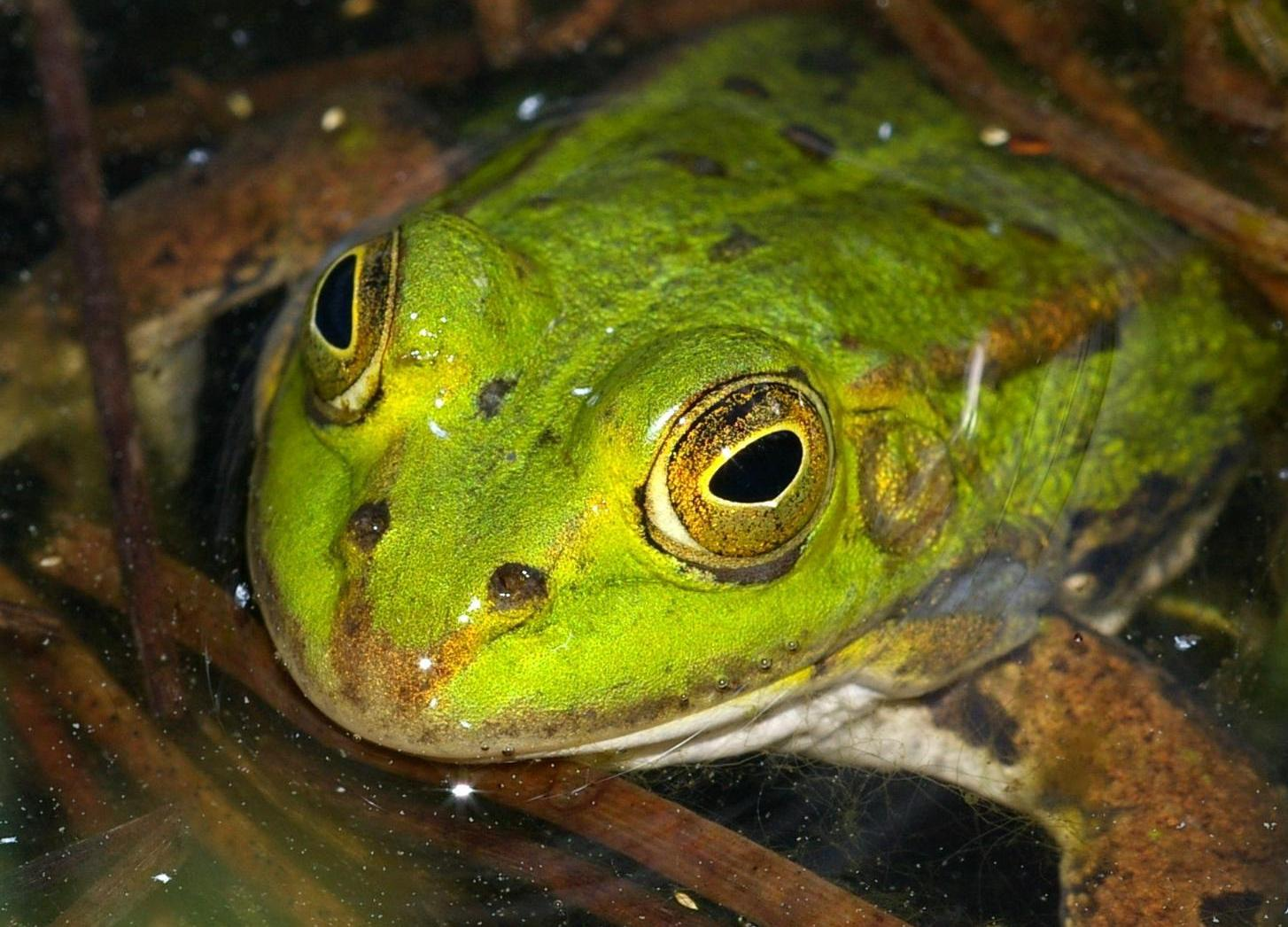
Der Kleine Wasserfrosch (Pelophylax lessonae) ist die seltenste regelmäßig vorkommende Amphibienart der Rieselfelder

Die knapp überstauten Schlammflächen auf den Poldern dagegen sind der bevorzugte Lebensraum der Watvögel. Sie finden hier ausreichend Nahrung in Form von Zuckmückenlarven und Gnitzen. Abgetrocknete Bereiche werden schnell von Moor-Kreuzkraut, Schlammling, Wasserpfeffer-Tännel und anderen Pionierpflanzen bewachsen, darunter auch einige selten gewordene Pflanzenarten.
Viele der kleinen Teiche sind von einem Röhrichtgürtel umgeben und bieten vielen Vogelarten wie Rohrweihe, Teichrohrsänger oder Rohrammer eine Heimat.
Weitere Lebensräume sind die Feuchtwiesen, auf denen bis ins Frühjahr hinein das Wasser steht. Sie bieten zahlreichen typischen Vögeln des Münsterlandes ein andernorts selten gewordenes Rückzugsgebiet.
Einen ganz besonderen Lebensraum bieten dagegen die Streuobstwiesen. Obwohl sie ein eher ungewöhnlicher Lebensraum für die Rieselfelder sind, bieten sie Schutz für Steinkäuze und Gartenrotschwänze.
Als letzten Lebensraum gibt es noch die Brachen. Dabei handelt es sich um ungenutzte Flächen, die eine Entwicklung von kurzlebigen Pflanzen bis hin zu Hochstauden durchlaufen und aufgrund der Vielfalt an verschiedenen Pflanzen vor allem für Nektar saugende Insekten von besonderer Bedeutung sind.

### Vogelwelt
Die Rieselfelder sind vor allem aufgrund international bedeutender Bestände rastender Vögel bekannt geworden. Doch auch als Brutgebiet sind sie inzwischen sehr wichtig. Einige Arten wie Rohrschwirl oder Bartmeise brüten in ganz Westfalen nirgendwo anders.
Im Laufe des Jahres ändert sich die Zusammensetzung der Vogelwelt.
Der Winter ist geprägt durch rastende Enten und Gänse. Dazu zählen Schnatterente, Löffelente, Krickente, Spießente, Pfeifente, Reiherente oder Tafelente.  Manchmal tauchen auch seltene Arten oder Irrgäste auf. Zu den ganzjährig anwesenden Kanada-, Grau- und Nilgänsen gesellen sich im Winter auch Bläss- und Waldsaatgänse. Auf der Staufläche rasten zahlreiche Möwen wie Silber-, Steppen-, Mittelmeer-, Sturm- oder Lachmöwen.
Im Winter sind manchmal auch Kornweihe, Sumpfohreule, Bartmeise oder Raubwürger zu beobachten.
Im März kommen die ersten Watvögel zurück und rasten auf den Schlammflächen und in den nassen Wiesen. Dazu zählen Kiebitz, Uferschnepfe, Flussregenpfeifer und Waldwasserläufer.
Später kommen auch Kampfläufer, Grünschenkel, Dunkler Wasserläufer und Bruchwasserläufer hinzu. Auf den Weiden rasten Schafstelzen und Wiesenpieper, auf den Zaunpfählen Braunkehlchen und Steinschmätzer.
Im Frühling brüten in den mit Weiden durchsetzten Schilfflächen Blaukehlchen, Teichrohrsänger, Sumpfrohrsänger, Schilfrohrsänger und in manchen Jahren ist auch der Drosselrohrsänger zu hören. Lachmöwen brüten im Reservat in großen Kolonien. Zu den Brutvögeln gehören auch Rohrweihe, Schnatterente und in manchen Jahren die seltene Zwergdommel.
Im Juni findet hauptsächlich Brutgeschehen statt. Ende des Monats kommen die ersten arktischen Watvögel zurück. Waldwasserläufer, Bruchwasserläufer und einige Sichelstrandläufer rasten auf den Schlammflächen. Die Enten mausern zu dieser Zeit.
Bis zum Oktober ziehen auch viele andere Watvogelarten wie Alpenstrandläufer, Kiebitzregenpfeifer, Zwergstrandläufer, Großer Brachvogel und Regenbrachvogel durch.
Im Herbst kommen dann die ersten Wintergäste zurück.
Neben den regelmäßig auftretenden Arten sind die Rieselfelder für ihre seltenen Gäste bekannt.

## Mikroplastik
Die Rieselfelder werden mit dem gereinigten Wasser der Kläranlage Münsters bewässert, das relativ viel Mikroplastik enthält. Derzeit wird untersucht, welche Auswirkungen dies auf wirbellose Tiere wie Schnecken und Krebse hat, wenn diese die Plastikteilchen fressen.